# Anna Rogowska
Anna Rogowska (Gdynia, 21 maggio 1981) è un'ex astista polacca, campionessa mondiale a Berlino 2009, interrompendo il dominio della russa Elena Isinbaeva dopo due Giochi olimpici e due Mondiali.

## Record nazionali

### Seniores
- Salto con l'asta: 4,83 m ( Bruxelles, 26 agosto 2005)
- Salto con l'asta indoor: 4,85 m ( Parigi, 6 marzo 2011)

## Palmarès
| Anno | Manifestazione   | Sede       | Evento           | Risultato      | Prestazione | Note                                     |
| ---- | ---------------- | ---------- | ---------------- | -------------- | ----------- | ---------------------------------------- |
| 2002 | Europei          | Monaco     | Salto con l'asta | 7ª             | 4,30 m      |                                          |
| 2003 | Mondiali indoor  | Birmingham | Salto con l'asta | 6ª             | 4,35 m      |                                          |
| 2003 | Europei under 23 | Bydgoszcz  | Salto con l'asta | Bronzo         | 4,35 m      |                                          |
| 2003 | Mondiali         | Parigi     | Salto con l'asta | 7ª             | 4,45 m      |                                          |
| 2004 | Mondiali indoor  | Budapest   | Salto con l'asta | 7ª             | 4,40 m      |                                          |
| 2004 | Giochi olimpici  | Atene      | Salto con l'asta | Bronzo         | 4,70 m      |                                          |
| 2005 | Europei indoor   | Madrid     | Salto con l'asta | Argento        | 4,75 m      |                                          |
| 2005 | Mondiali         | Helsinki   | Salto con l'asta | 6ª             | 4,35 m      |                                          |
| 2006 | Mondiali indoor  | Mosca      | Salto con l'asta | Argento        | 4,75 m      |                                          |
| 2007 | Europei indoor   | Birmingham | Salto con l'asta | Bronzo         | 4,66 m      |                                          |
| 2007 | Mondiali         | Osaka      | Salto con l'asta | 8ª             | 4,60 m      | Miglior prestazione personale stagionale |
| 2008 | Mondiali indoor  | Valencia   | Salto con l'asta | 6ª             | 4,55 m      |                                          |
| 2008 | Giochi olimpici  | Pechino    | Salto con l'asta | 10ª            | 4,45 m      |                                          |
| 2009 | Mondiali         | Berlino    | Salto con l'asta | Oro            | 4,75 m      |                                          |
| 2010 | Mondiali indoor  | Doha       | Salto con l'asta | Bronzo         | 4,70 m      |                                          |
| 2011 | Europei indoor   | Parigi     | Salto con l'asta | Oro            | 4,85 m      | Record nazionale                         |
| 2011 | Mondiali         | Taegu      | Salto con l'asta | 10ª            | 4,55 m      |                                          |
| 2012 | Giochi olimpici  | Londra     | Salto con l'asta | Finale         | nm          |                                          |
| 2013 | Europei indoor   | Göteborg   | Salto con l'asta | Argento        | 4,67 m      | Miglior prestazione personale stagionale |
| 2013 | Mondiali         | Mosca      | Salto con l'asta | Qualificazione | nm          |                                          |
| 2014 | Mondiali indoor  | Sopot      | Salto con l'asta | 5ª             | 4,65 m      |                                          |

## Altre competizioni internazionali
2004
- Bronzo alle IAAF World Athletics Final ( Monaco), salto con l'asta - 4,60 m

2005
- Oro in Coppa Europa ( Firenze), salto con l'asta - 4,60 m
- 7ª alle IAAF World Athletics Final ( Monaco), salto con l'asta - 4,35 m

2009
- 4ª alle IAAF World Athletics Final ( Salonicco), salto con l'asta - 4,50 m